# 布布爾河

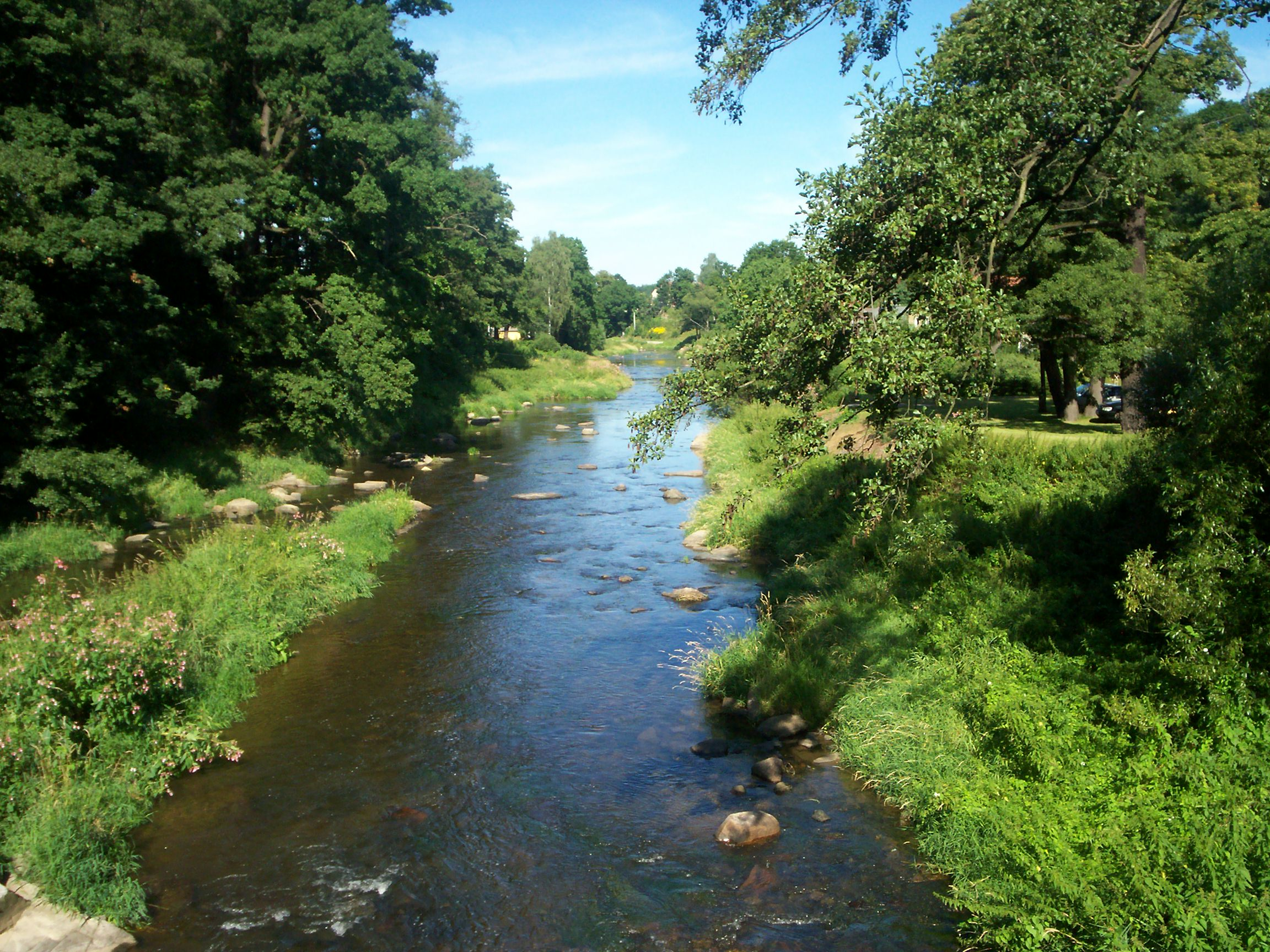

布布爾河（波蘭語：Bóbr）是中歐的河流，屬於奧得河的左支流，河道全長272公里，流域面積5,876平方公里，發源自克爾科諾謝山海拔高度780米處，河道上有數座水力發電廠。